# Janez Jazbec
Janez Jazbec (* 27. Dezember 1984 in Kranj) ist ein ehemaliger slowenischer Skirennläufer. Seine stärkste Disziplin war der Riesenslalom.

## Biografie
Jazbec bestritt seine ersten FIS-Rennen im November 1999, der erste Sieg folgte im März 2004. Von 2002 bis 2004 nahm er an drei Juniorenweltmeisterschaften teil, wobei sein bestes Resultat der 20. Platz im Super-G von Maribor 2004 war.
Im Europacup ist Jazbec seit Dezember 2003, vorwiegend in Riesenslalom- und Slalomrennen, am Start. Ende November 2006 fuhr der Slowene im ersten Riesenslalom von Levi erstmals unter die besten zehn, aber zwei Wochen später musste er verletzungsbedingt die Saison beenden. Auch im folgenden Winter musste er lange Zeit pausieren und konnte erst im März wieder an Rennen teilnehmen. In der Europacupsaison 2008/09 erreichte er mit vier Top-10-Plätzen den zehnten Rang in der Riesenslalomwertung. Am 2. Dezember 2009 gelang ihm mit Platz drei im Riesenslalom von Val Thorens der erste Podestplatz.
Neben den Europacuprennen kommt Jazbec seit Dezember 2004 auch vereinzelt in Riesenslaloms im Weltcup zum Einsatz. In seinem siebenten Weltcuprennen, dem Riesenslalom in Val-d’Isère am 13. Dezember 2009, holte er mit Platz 21 die ersten Weltcuppunkte. Seither ist er häufiger im Weltcupeinsatz, konnte aber während der nächsten zwei Jahre kein zweites Mal punkten. Bei den Olympischen Winterspielen 2010 in Vancouver – seinem ersten Großereignis – erreichte er den 19. Platz im Riesenslalom.
Am 15. Januar 2012 feierte Jazbec im Riesenslalom von Méribel seinen ersten Europacupsieg. Einen Monat später konnte er zum zweiten Mal im Weltcup punkten, wobei er mit dem 18. Platz im Riesenslalom von Bansko sein bestes Weltcupresultat erreichte.  Bei den alpinen Skiweltmeisterschaften 2013 in Schladming vertrat er sein Heimatland im Riesenslalom. Nach der Saison 2013/14 beendete Jazbec seine Karriere.

## Erfolge

### Olympische Spiele
- Vancouver 2010: 19. Riesenslalom

### Weltmeisterschaften
- Schladming 2013: DNF Riesenslalom

### Weltcup
- 1 Platzierung unter den besten 20

### Weltcupwertungen
| Saison  | Gesamt | Gesamt | Riesenslalom | Riesenslalom |
| Saison  | Platz  | Punkte | Platz        | Punkte       |
| ------- | ------ | ------ | ------------ | ------------ |
| 2009/10 | 129.   | 10     | 45.          | 10           |
| 2011/12 | 116.   | 17     | 40.          | 17           |
| 2012/13 | 126.   | 12     | 42.          | 12           |

### Europacup
- Saison 2011/12: 6. Riesenslalomwertung
- 3 Podestplätze, davon 1 Sieg:

| Datum           | Ort     | Land       | Disziplin    |
| --------------- | ------- | ---------- | ------------ |
| 15. Januar 2012 | Méribel | Frankreich | Riesenslalom |

### Juniorenweltmeisterschaften
- Tarvisio 2002: 34. Super-G
- Briançonnais 2003: 24. Riesenslalom, 39. Abfahrt
- Maribor 2004: 20. Super-G, 33. Abfahrt, 45. Riesenslalom

### Weitere Erfolge
- Dreifacher Slowenischer Juniorenmeister (Slalom 2003 und 2004, Riesenslalom 2004)
- 8 Siege in FIS-Rennen